# Szörny

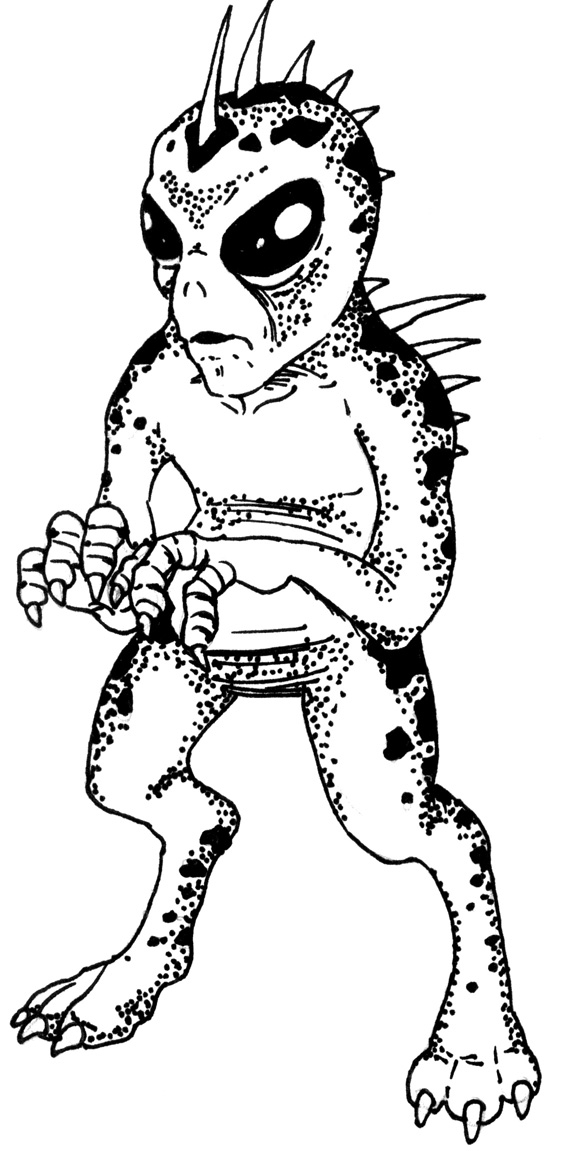
Chupacabras

A szörnyek fantáziabeli, illetve mitológiai lények.
- Szörnynek nevezzük egyrészt az olyan állatszerű lényeket, melyeket extrém, groteszk vagy esetlen, és általában ijesztő külső jellemez, továbbá viselkedésüket is az agresszió és pusztítás jellemzi – az ókortól egészen a napjainkig számtalan, félig-meddig komolyan vett legenda, elbeszélés és fikciós történet szól olyan lényekről, melyek óriási termetűek és embert esznek (szfinx, sárkányok, hárpiák stb.), vagy éppen csápjaikkal megragadják és a mélybe rántják a hajókat (kraken), esetleg csak óriási termetűek, de mindig kisiklanak a tüzetesebb kutatás elől (Loch Ness-i szörny). A szörnyekről szóló legendák gyártása mind a mai napig tart (chupacabra), az ilyesfajta lényekkel foglalkozó áltudományt ma kriptozoológiának nevezik.
- Szörny(eteg)nek nevezzük, illetve nevezték régen a súlyos testi eltéréssel (két fejjel stb.) született embereket is. Nem volt ritka, hogy az ilyen gyermekeket, esetleg a szülőket is, a közösség azonnal elpusztította.

Sokan azt állítják, hogy láttak olyan lényt, ami szörnynek nevezhető. Érdekes fotók is napvilágra kerültek, melyeken ijesztő vagy éppen vicces dolgok mutatkoztak meg. A szörnyek sokféle formában megjelennek könyvekben, filmekben. Vannak vízben bújkálók, mások erdőkben, dzsungelekben rémítik meg a bámészkodókat, jönnek az űrből is és sok ember azt mondja, láthatatlanok.

## Mitológia és mítoszok
Sok mítosz beszél szörnyekről, démonokról és legendákban, regékben is szerepelnek. Ezek a szörnyek a legelterjedtebbek a mondavilágban:
Kerberosz a háromfejű kutya (lat. Cerberus), mesés szörnyeteg, mely az ókoriak szerint az alvilág kapuját őrizte, mindenkit beeresztett, de kifelé senkit sem bocsátott. Szülei Tüphón és Ekhidna voltak. Hésziodosznál még 50 fejű kutya, melynek érchangja van, a későbbi kor mítosza már csak három fejet tulajdonít neki, farka sárkányfark, dühében fölmeredő gerincét pedig kígyófejek borítják. Héraklész nagy munkái között kiváló helyet foglal el az, mikor Kerberoszt az alvilágból felhozván, Troezénbe vitte, majd Eurüsztheusz parancsára visszaszállította.
Kraken
A Kraken egy óriás fejlábú, láthatjuk számos különböző filmben. Állítólag Izland és Skócia partjainál látták először. Áldozatait (általában hajókat) körülveszi csápjaival és lehúzza a tenger mélyébe.
Minotaurusz
A görög mitológiában szereplő Minotaurusz Pasziphaé fia, félig bika, félig ember. Minósz király bezáratta ezt a lényt egy labirintusba. Minden évben hét fiút és hét lányt áldoztak fel neki. Thészeusz önként jelentkezett, ám Ariadnét szerelem kötötte hozzá, ezért egy kardot és egy gombolyag fonalat adott neki, hogy legyőzhesse a Minotauruszt és a fonál segítségével kijusson a labirintusból.

## Szörnyek a modern korban

### Loch Ness-i szörny
Sok olyan szörny, lény terjeng a közhiedelemben, mely már több ember hobbijává vált. Ezek közé tartozik a Loch Ness-i szörny, melynek létezését több fotón próbálták már bizonyítani, de még nem készült olyan kép, amit széles körben elfogadtak volna. A lény a hiedelem szerint Skóciában a Loch Ness vizében él.

### Jeti
A Jeti, ami a Himalája hegység nagy, szőrös, fehér lénye. Medvére hasonlító veszedelmes „állat”.

### Troll
A Skandináv félszigeten; Norvégiában gyakran találkozhatunk az utakon trollokra felhívó táblákkal, amik az ottaniak szerint barlangokban laktak és nem nagyon kedvelték az embereket.